# Szilágyi László (író)
Szilágyi László (Budapest, 1898. október 2. – Budapest, Józsefváros, 1942. szeptember 6.) költő, író, újságíró, forgatókönyvíró, librettista, leginkább operettszövegkönyveiről híres.

## Élete
Budapesten született Szilágyi József (1865–1922) államvasúti felügyelő és Császár Aranka fiaként. Jogot tanult, de félbeszakította tanulmányait, és 1918-ban újságíró lett. 1919-től az Új Hírek munkatársa volt. Pályája elején verseket, kabarétréfákat, novellákat és egyfelvonásosokat írt, majd megírta a Levendula című darabot (1923), mellyel egy csapásra befutott, korának legkeresettebb librettóírója lett, de szívesen írt szövegeket is zeneszámokra. Versei a korabeli lapokban jelentek meg. 1928-ban szerződött a Király Színházhoz. 1934-ben házasságot kötött Papp János és Pirovits Margit lányával, Margittal. Több darabját is megfilmesítették: Kölcsönkért férjek (1942),  a Hollywoodban megfilmesített Eltörött a hegedűm (1928), Édes ellenfél (1941), Erzsébet királyné (1940), Pepita kabát (1940). Halálát szívbénulás okozta.
A Fiumei úti sírkertben nyugszik (34-2-44).

## Főbb művei

### Operettek, filmek
- Amerika lánya (1924). Zenéjét szerezte: Kiszely Gyula
- Régi jó Budapest (1925). Zenéjét szerezte: Radó József
- Csókos asszony (1926). Zenéjét szerezte: Zerkovitz Béla
- Muzsikus Ferkó (1926). Zenéjét szerezte: Zerkovitz Béla
- Aranyhattyú (1927). Zenéjét szerezte: Vincze Zsigmond
- Eltörött a hegedűm (Andai Ernővel, 1928). Zenéjét szerezte: Zerkovitz Béla
- Miss Amerika (1929). Zenéjét szerezte: Eisemann Mihály
- Én és a kisöcsém (1933). Zenéjét szerezte: Eisemann Mihály
- Hulló falevél (1935). Zenéjét szerezte: Zerkovitz Béla
- 3:1 a szerelem javára (1936). (Szövegírók: Szilágyi L. és Kellér Dezső). Zenéjét szerezte: Ábrahám Pál
- Vén diófa (Hertelendy Istvánnal, 1943) (1947). Zenéjét szerezte: Fényes Szabolcs
- Egy boldog pesti nyár (1943). Zenéjét szerezte: Eisemann Mihály és Buday Dénes
- Mária főhadnagy (1943). Zenéjét szerezte: Huszka Jenő
- Tokaji Aszú (1940). Zenéjét szerezte: Eisemann Mihály
- Angoramacska. Zenéjét szerezte: Eisemann Mihály
- Erzsébet. Zenéjét szerezte: Huszka Jenő
- Levendula – (szövegíró: Szilágyi L. és Lippay Gyula), zeneszerzők: Fridl Frigyes és Somló Sándor
- Pozsonyi lakodalom. Zenéjét szerezte: Beck Miklós
- Gyergyói bál. Zenéjét szerezte: Huszka Jenő
- Kadétszerelem – (Szilágyi L. és Békeffy István), zeneszerző: Gyöngy Pál
- Sült galamb. Zenéjét szerezte: Lajtai Lajos
- Három huszár. Zenéjét szerezte: Buday Dénes
- Zsákbamacska. Zenéjét szerezte: Eisemann Mihály
- Aranyhattyú. Zenéjét szerezte: Vincze Zsigmond
- Édes ellenfél (hangosfilm). Zenéjét szerezte: Eisemann Mihály
- Tommy és társa. Szövegíró: Szilágyi L. és Anday Ernő, zeneszerző: Tamássy Pál
- Kelecsényi ügy (zenés filmvígjáték, 1941) – zene: Eisemann Mihály, rendező: Bánky Viktor
- A kék postakocsi (1923)
- Régi jó Budapest. Zenéjét szerezte: Radó József
- Nem leszek hálátlan. Zenéjét szerezte: Márkus Alfréd